# Levin Friedrich V. von der Schulenburg
Levin Friedrich V. von der Schulenburg (* 4. September 1801 in Meisdorf; † 16. Juni 1842 in Burgscheidungen) war deutscher Rittergutsbesitzer und Abgeordneter.

## Leben
Von der Schulenburg war der Sohn von Moritz Levin Friedrich von der Schulenburg (1774–1814)  und dessen erster Ehefrau Anna Charlotte Ferdinandine geb. Freiin von der Asseburg zu Meisdorf († 20. Oktober 1805 in Turin). Er heiratete Luise Charlotte Emilie Gräfin von Wallwitz. Aus der Ehe gingen zwei Söhne hervor: Levin Friedrich VI. von der Schulenburg (* 1833) und Georg Ludwig Werner von der Schulenburg (1836).
Nach dem Tod seines Vaters erbte er dessen Güter und wurde Majoratsherr auf Burg- und Kirchscheidungen.
Er war Kammerherr. In der sechsten Sitzungsperiode des Provinziallandtags der Provinz Sachsen nahm er als gewählter Abgeordneter im Stand der Ritterschaft für den Thüringer Wahlbezirk teil.